# Sigurd Falk
Sigurd Falk (Peine, 6 de maio de 1921 – maio de 2016) foi um matemático e engenheiro civil, professor da Universidade Técnica de Braunschweig (TU Braunschweig), que trabalhou com álgebra linear e cálculo matricial e suas aplicações em engenharia estrutural.
Filho de uma costureira, cresceu em condições precárias. Após o serviço militar na Segunda Guerra Mundial e cativeiro soviético, estudou engenharia civil e matemática na TU Braunschweig, onde obteve em 1953 um doutorado (Dr. Ing.), orientado por Hermann Schaefer, com a tese Die Berechnung der Torsionseigenschwingungszahlen verzweigter Maschinenanlagen. É conhecido por um esquema gráfico de multiplicação de matrizes (esquema de Falk), que desenvolveu em seu Trabalho de Final de Curso (TFC) em matemática para facilitar os cálculos de matrizes então executados à mão (sem auxílio de computador). A pedido de seu professor, publicou este, embora ele próprio não achasse isto particularmente notável e depois se irritasse por estar basicamente associado a ele, a despeito de outros algoritmos de cálculo de matriz que ele desenvolveu mais tarde. Completou a habilitação em 1957 em Braunschweig em engenharia estrutural (Das Reduktionsverfahren in der Baustatik) e em 1963 tornou-se professor titular de mecânica e resistência dos materiais em Braunschweig. Falk lidou desde o início com a programação de máquinas de calcular eletrônicas e em geral com álgebra linear numérica e suas aplicações na engenharia civil. Na década de 1950 usou o computador Zuse Z22 no Centro de Processamento de Dados da TU Braunschweig (chefiado por Horst Herrmann) e desenvolveu um programa de cálculo de vigas hiperestáticas contínuas (método de transferência com matrizes, também chamado de método de redução), que escreveu em código de máquina (Freiburger Code).
Com Rudolf Zurmühl escreveu uma obra clássica sobre cálculo matricial, Matrizen und ihre Anwendung. Zurmühl morreu em 1966 e Falk assumiu as edições subsequentes.

## Obras
- Die Berechnung des beliebig gestützten Durchlaufträgers nach dem Reduktionsverfahren, Ingenieur-Archiv, Volume 24, Caderno 3, 1956, p. 216–232
- Die Knickformel für den Stab mit n Teilstücken konstanter Biegesteifigkeit, Ingenieur-Archiv, Volume 24, 1956, Caderno 2
- Die Berechnung von Rahmentragwerken mit Hilfe von Übergangsmatrizen, ZAMM, Volume 37, 1957, Caderno 7/8
- Die Biegeschwingungen ebener Rahmentragwerke mit unverschieblichen Knoten, Abh. Braunschweig. Wiss. Ges., IX, 1957
- Die Berechnung offener Rahmentragwerke nach dem Reduktionsverfahren, Ingenieur-Archiv, Volume 26, 1958, Heft 1,  p. 61–80
- Die Berechnung geschlossener Rahmentragwerke nach dem Reduktionsverfahren, Ingenieur-Archiv, Volume 26, 1958, Caderno 3, p. 96–109
- Biegen, Knicken und Schwingen des mehrfeldrigen geraden Balkens. In: Abhandl. Braunschweig. Wiss. Ges. Volume 7, 1955, p. 74–92
- Die Berechnung von Kurbelwellen mit Hilfe digitaler Rechenautomaten, VDI Berichte 30, 1958
- Das Reduktionsverfahren der Baustatik : unter besonderer Berücksichtigung der Programmierbarkeit für digitale Rechenautomaten, Springer 1957 (Habilitation)[5]
- Lehrbuch der Technischen Mechanik, 3 Volumes, Springer 1967 a 1969
  - Volume 1: Die Mechanik des Punktes, Volume 2: Die Mechanik des starren Körpers, Volume 3: Die Mechanik des elastischen Körpers
- com Rudolf Zurmühl: Matrizen und ihre Anwendung, 2 Volumes, Springer, 7. Ed. 1997